# داي أستلي
داي أستلي (بالإنجليزية: Dai Astley)‏ (11 أكتوبر 1909 في المملكة المتحدة - 7 نوفمبر 1989) هو مدرب كرة قدم ولاعب كرة قدم بريطاني (وحمل سابقاً جنسية المملكة المتحدة لبريطانيا العظمى وأيرلندا) في مركز مهاجم داخلي. شارك مع منتخب ويلز لكرة القدم. أما مع النوادي، فقد لعب مع أستون فيلا وتشارلتون أثلتيك وديربي كاونتي ونادي بلاكبول ونادي ميتز وMerthyr Town F.C. ‏.

## وصلات خارجية
- داي أستلي على موقع قاعدة بيانات كرة القدم.إي يو (الإنجليزية)
- داي أستلي على موقع ناشيونال فوتبول تيمز (الإنجليزية)